# Clan MacGregor
MacGregor („Sohn des Gregor“) ist der Name eines schottischen Clans, der angeblich vom ersten König Schottlands abstammt, Kenneth MacAlpin.

## Geschichte
Bekannt wurde der Clan, als er zunächst nach einem Machtkampf seine Ländereien an die Campbells verlor und 1603 nach einem Viehraub bei den Colquhouns und einer darauf folgenden Schlacht, in der 200 Colquhouns und nur zwei MacGregors fielen, von König James VI. teilweise gewaltsam aufgelöst wurde. Einen prominenten Vertreter stellt der Volksheld Robert Roy MacGregor dar. Als das Tragen des Namens 1775 wieder offiziell erlaubt wurde, meldeten sich noch 826 Angehörige des Clans.  
Das Motto des Clans lautet  ’S rioghal mo dhream („Königlich ist meine Rasse“).

## Bilder

Clan-Abzeichen und Motto
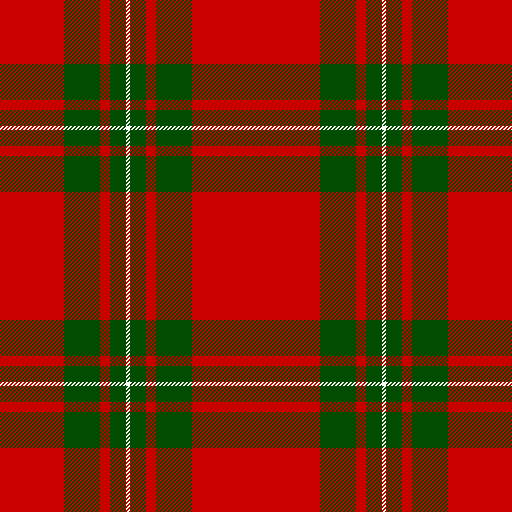
Tartan
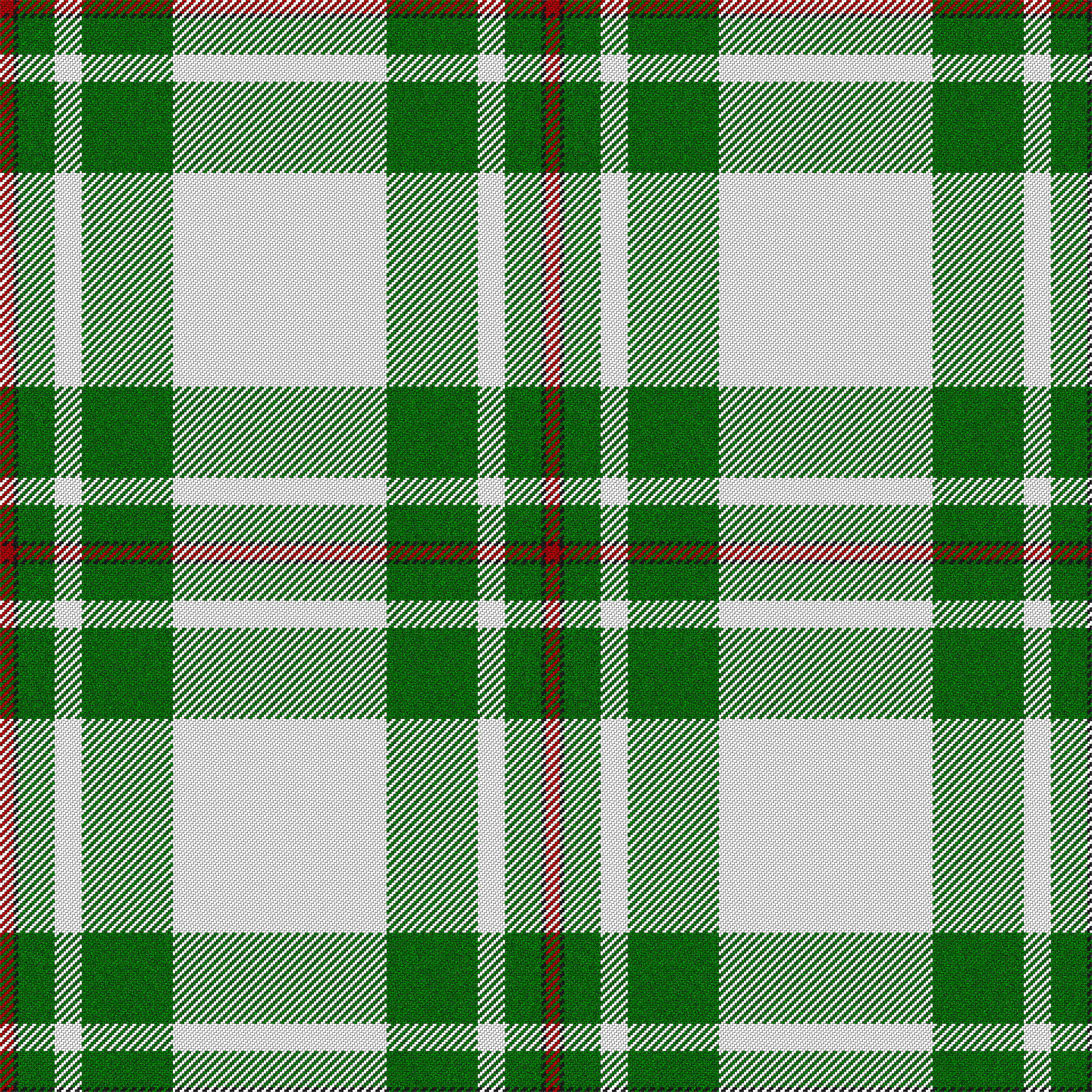
Grüner MacGregor Tartan
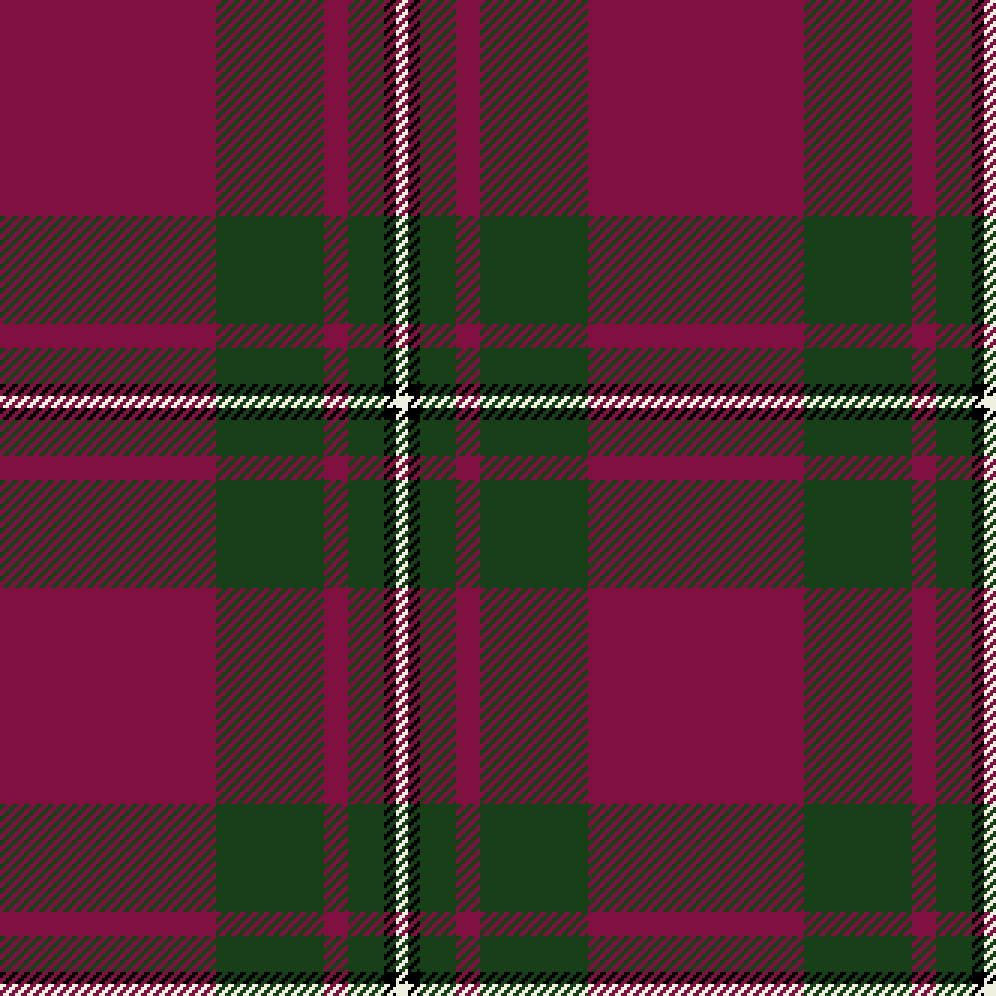
Tartan MacGregor of Cardney
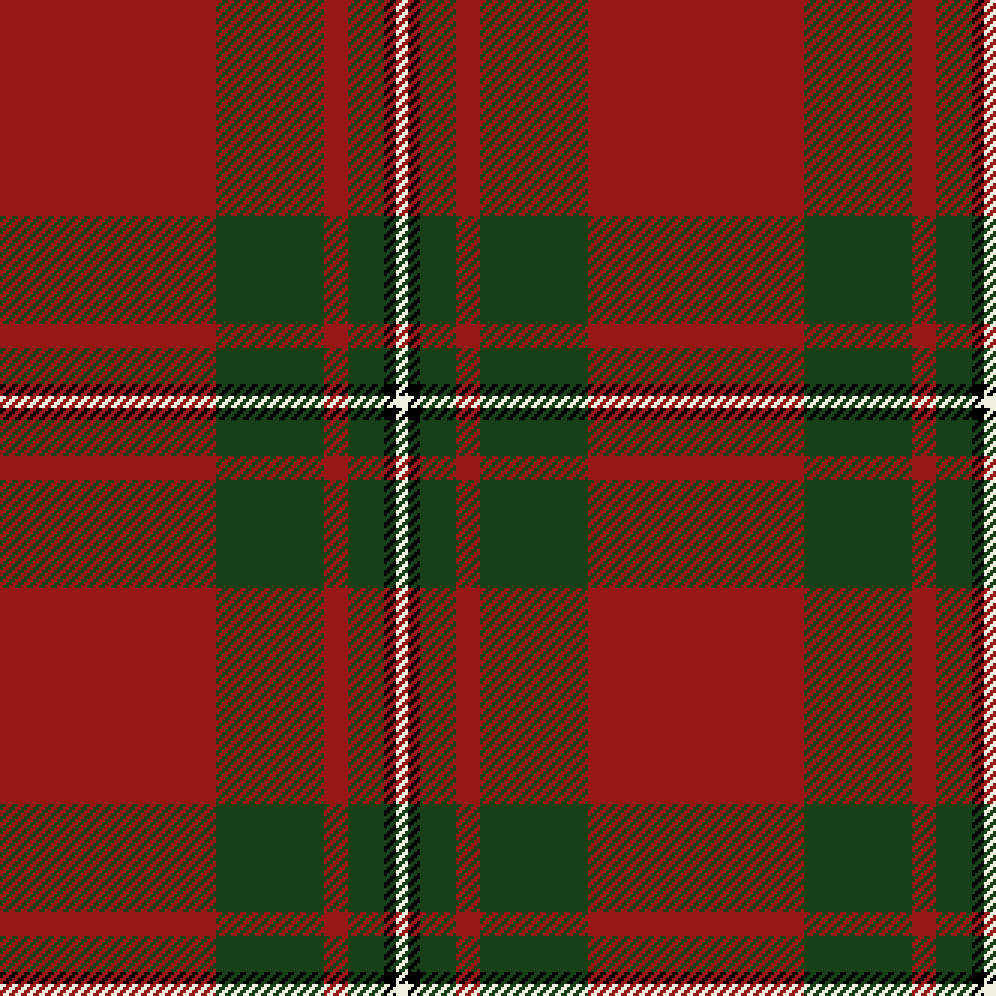
Rotgrüner MacGregor Tartan
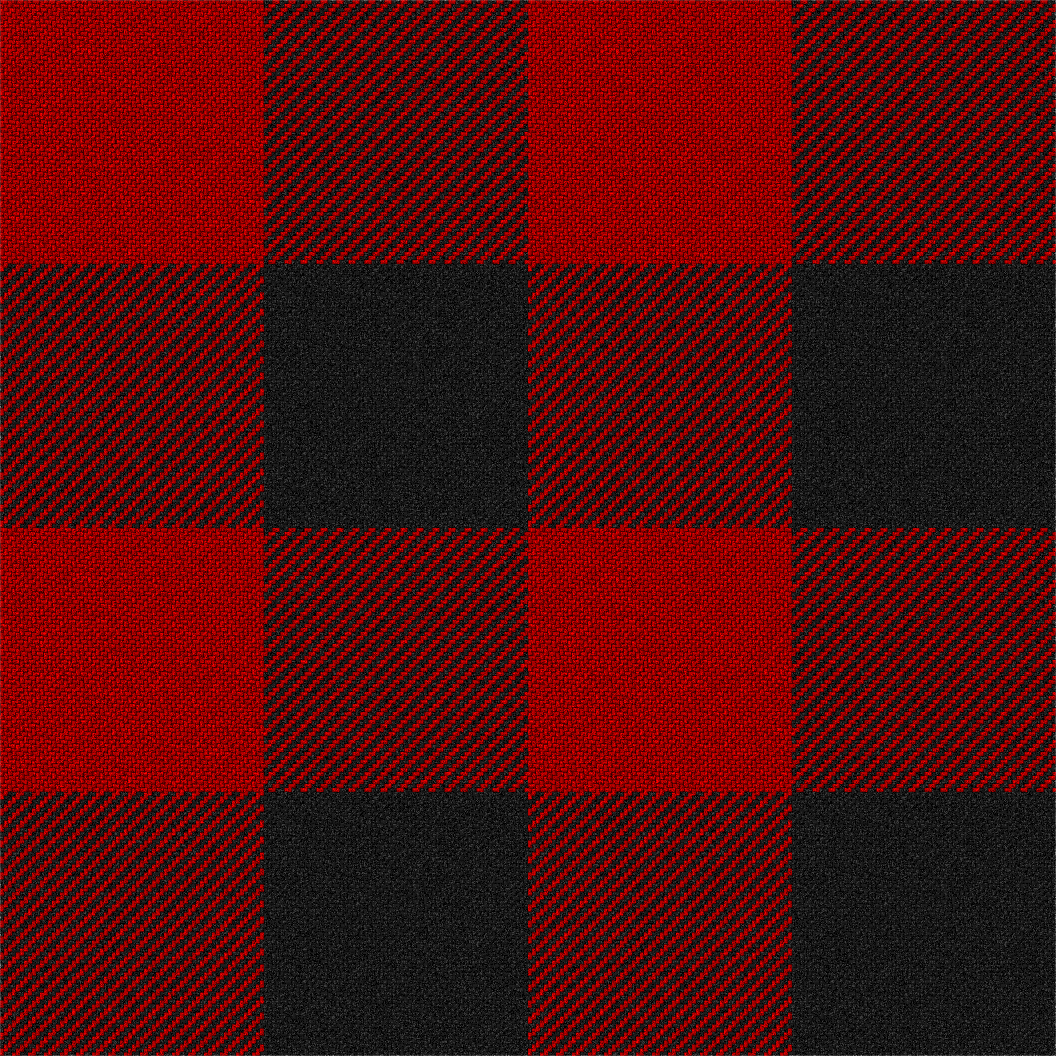
Tartan (aka Rob Roy MacGregor)
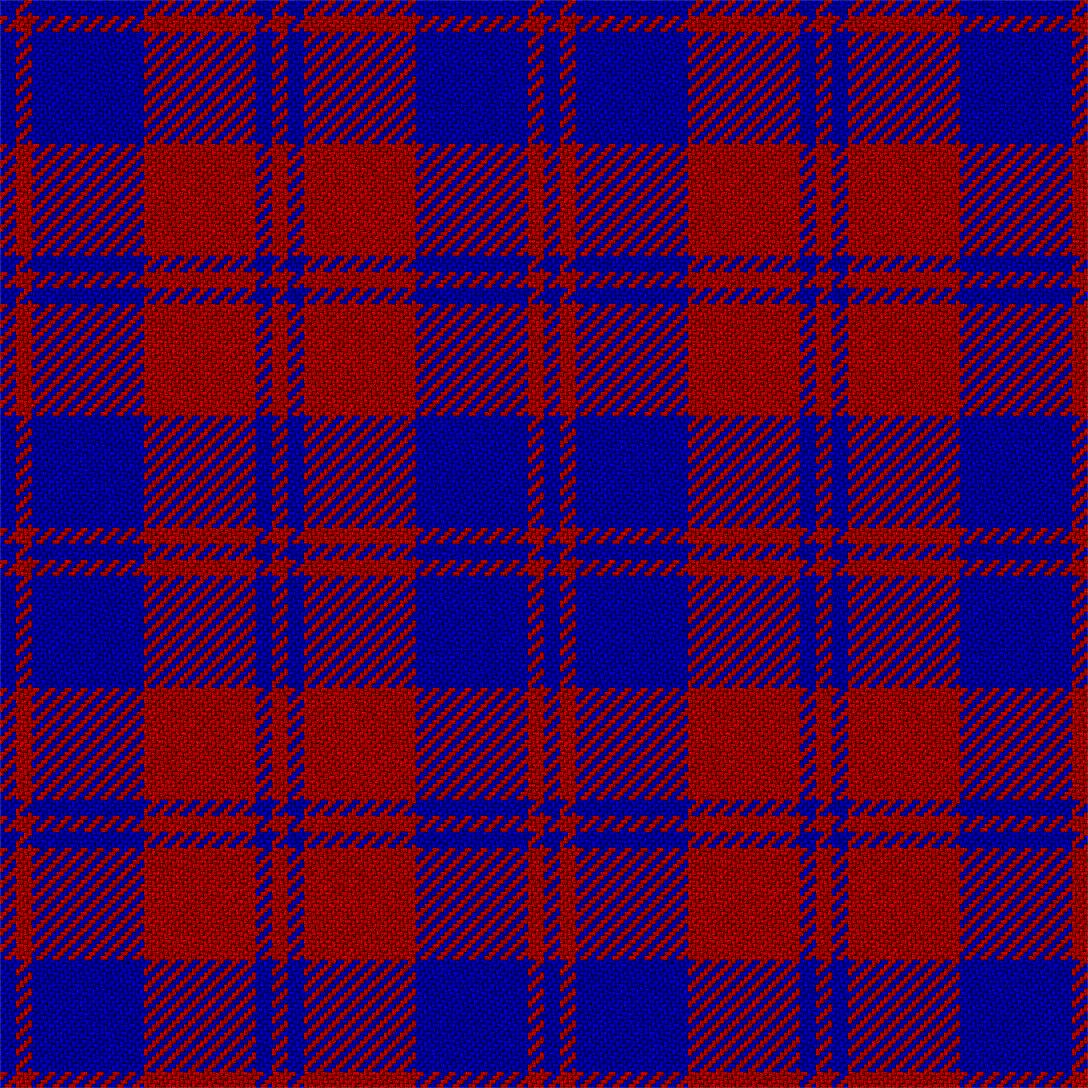
Tartan MacGregor of Glengyle oder of Deeside